# La Atalaya
La Atalaya è un comune spagnolo di 155 abitanti situato nella comunità autonoma di Castiglia e León.